# Werndorf
Werndorf ist eine österreichische Gemeinde südlich von Graz mit 2848 Einwohnern (Stand 1. Jänner 2024) in der Steiermark im Bezirk Graz-Umgebung.

## Geografie

### Geografische Lage
Werndorf liegt circa 15 Kilometer südlich der Landeshauptstadt Graz im Grazer Becken. Die Gemeinde liegt an der Mur.

### Gemeindegliederung
Es existieren keine weiteren Katastralgemeinden und Ortschaften außer Werndorf, die Gemeindefläche beträgt 6,23 km². Ortsteile sind:
Bahnsiedlung, Himmelreich, Nordsiedlung, Sensenwerk, Siedlungen und Westsiedlung.

### Nachbargemeinden
|           | Kalsdorf bei Graz                           |                 |
| Wundschuh | Kompassrose, die auf Nachbargemeinden zeigt | Fernitz-Mellach |
|           | Wildon                                      |                 |

## Geschichte
1144 wurde Werndorf erstmals als Schenkung an das Stift Rein unter dem Namen „Zuwerendorf“ urkundlich erwähnt. Der Name geht auf den althochdeutschen Personennamen Wero/Waro zurück. Das Stift Rein war bis zur Aufhebung der Grundherrschaften 1848 größter Grundherr am Ort. Die Ortsgemeinden als autonome Körperschaften entstanden 1850. Werndorf kam als Steuergemeinde zur Gemeinde Kalsdorf.
1914 beschloss der Steiermärkische Landtag aufgrund häufiger Streitigkeiten die Abtrennung der Ortschaft Werndorf von der Gemeinde Kalsdorf, die aber erst am 18. Jänner 1917 umgesetzt wurde. Nach der Annexion Österreichs 1938 kam die Gemeinde zum Reichsgau Steiermark, 1945 bis 1955 war sie Teil der britischen Besatzungszone in Österreich.

### Bevölkerungsentwicklung
| Werndorf: Einwohnerzahlen von 1869 bis 2024         | Werndorf: Einwohnerzahlen von 1869 bis 2024 | Werndorf: Einwohnerzahlen von 1869 bis 2024 | Werndorf: Einwohnerzahlen von 1869 bis 2024 | Werndorf: Einwohnerzahlen von 1869 bis 2024 |
| --------------------------------------------------- | ------------------------------------------- | ------------------------------------------- | ------------------------------------------- | ------------------------------------------- |
| Jahr                                                |                                             |                                             |                                             | Einwohner                                   |
| 1869                                                | 1869                                        |                                             | 336                                         | 336                                         |
| 1880                                                | 1880                                        |                                             | 356                                         | 356                                         |
| 1890                                                | 1890                                        |                                             | 340                                         | 340                                         |
| 1900                                                | 1900                                        |                                             | 357                                         | 357                                         |
| 1910                                                | 1910                                        |                                             | 381                                         | 381                                         |
| 1923                                                | 1923                                        |                                             | 556                                         | 556                                         |
| 1934                                                | 1934                                        |                                             | 598                                         | 598                                         |
| 1939                                                | 1939                                        |                                             | 624                                         | 624                                         |
| 1951                                                | 1951                                        |                                             | 738                                         | 738                                         |
| 1961                                                | 1961                                        |                                             | 1.021                                       | 1.021                                       |
| 1971                                                | 1971                                        |                                             | 1.446                                       | 1.446                                       |
| 1981                                                | 1981                                        |                                             | 1.555                                       | 1.555                                       |
| 1991                                                | 1991                                        |                                             | 1.632                                       | 1.632                                       |
| 2001                                                | 2001                                        |                                             | 2.007                                       | 2.007                                       |
| 2011                                                | 2011                                        |                                             | 2.189                                       | 2.189                                       |
| 2021                                                | 2021                                        |                                             | 2.559                                       | 2.559                                       |
| 2024                                                | 2024                                        |                                             | 2.848                                       | 2.848                                       |
| Quelle(n): Statistik Austria, Gebietsstand 1.1.2021 |                                             |                                             |                                             |                                             |

## Kultur und Sehenswürdigkeiten

### Museen
- Das Fahrradmuseum Neumühle befindet sich im Nebengebäude einer alten Mühle und ist in Privatbesitz. Es beherbergt alles „rund ums Fahrrad“ vom Hochrad über das Niederrad bis zum Sportrad als Ausstellungsstücke und auf (alten) Fotos.

## Wirtschaft und Infrastruktur

### Verkehr
Die Pyhrn Autobahn A 9 tangiert das Gemeindegebiet und ist über die Anschlussstellen Wundschuh (exit 197) und Wildon (exit 202) zu erreichen. Die Grazer Straße B 67 von Graz nach Leibnitz verläuft direkt durch die Gemeinde.
Werndorf besitzt ein Güterverkehrsterminal für den Kombinierten Verkehr an der Südbahn und einen eigenen Bahnhof. Hier verkehren größtenteils im Stundentakt, in der Hauptverkehrszeit auch in kürzeren Intervallen, S-Bahn-Züge nach Graz und Spielfeld-Straß. Die Busverbindungen von Graz nach Leibnitz verkehren ebenfalls über Werndorf.
Der Flughafen Graz ist etwa acht Kilometer entfernt.

### Ansässige Unternehmen
- Die Isovolta wurde 1949 in Werndorf gegründet. Heute befindet sich ein Teil der Fertigung in der Gemeinde.
- Die belgische Firma Allnex produziert in Werndorf Kunstharze.

Historische Landkarten zum Gebiet von Werndorf
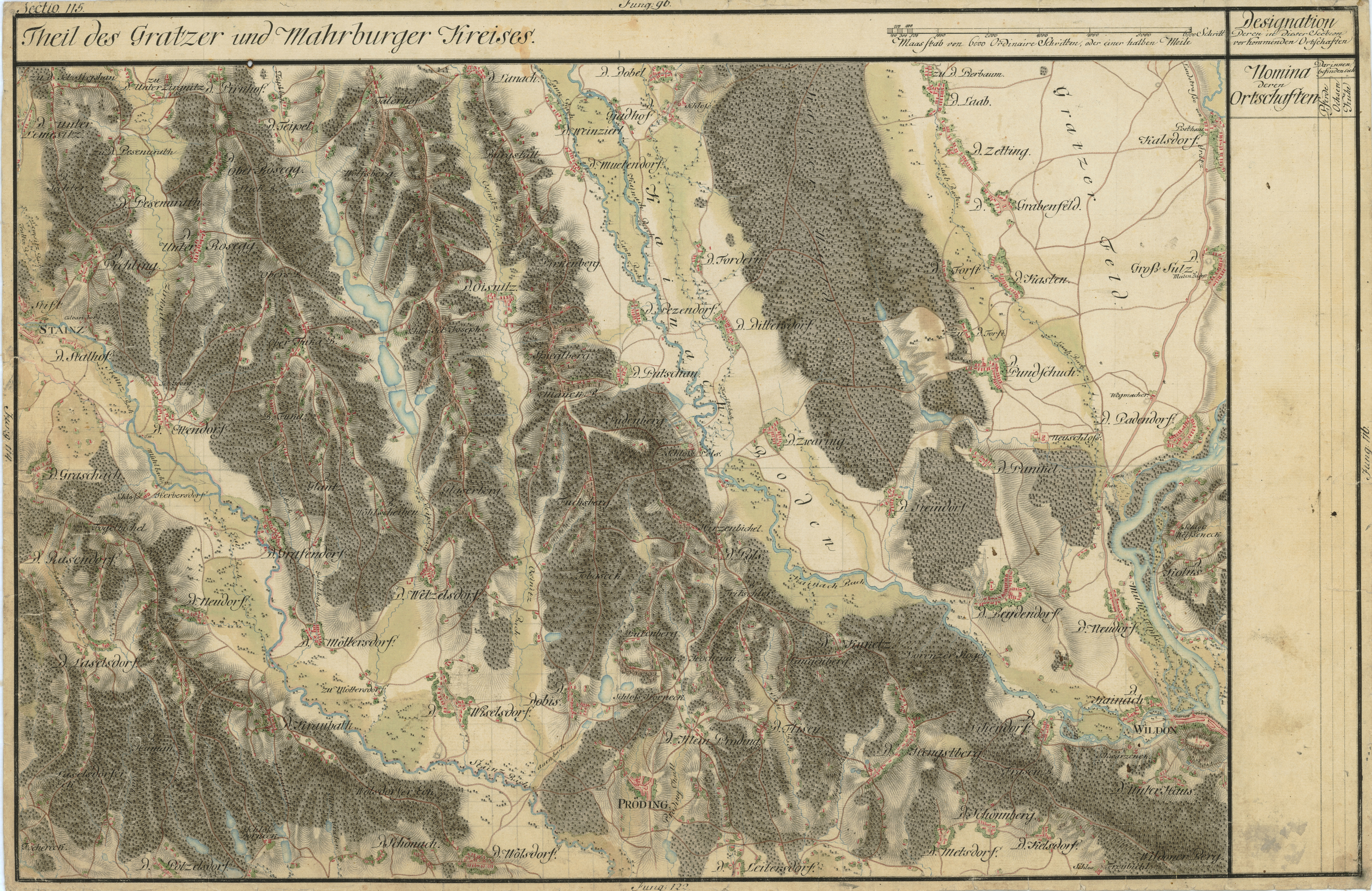
„Padendorf“:Josephinische Landesaufnahme, ca. 1790
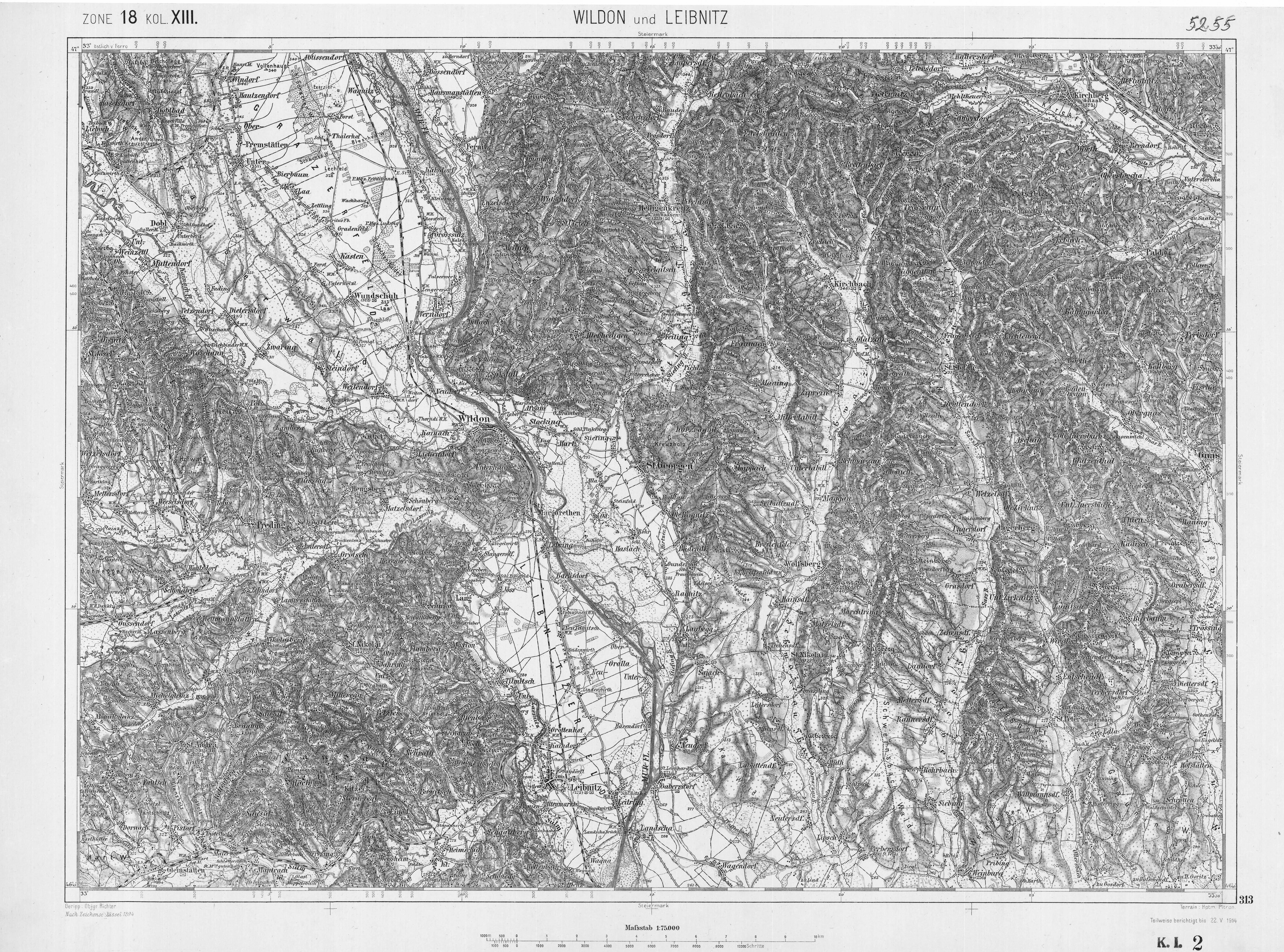
Franzisco-Josephinische Landesaufnahme, ca. 1910

## Politik

### Bürgermeister
Bürgermeister war 26 Jahre Willibald Rohrer (SPÖ). 2023 folgte ihm Alexander Ernst in diesem Amt nach, Vizebürgermeister wurde Christoph Reinbacher.

### Gemeinderat
Der Gemeinderat setzt sich nach der Gemeinderatswahl von 2020 wie folgt zusammen:
- 9 SPÖ
- 5 ÖVP
- 1 FPÖ

Die letzten Gemeinderatswahlen brachten die folgenden Ergebnisse:
| Partei          | 2020             | 2020             | 2020             | 2015             | 2015             | 2015             | 2010 | 2010 | 2010 | 2005             | 2005             | 2005             | 2000             | 2000             | 2000             |
| Partei          | St.              | %                | M.               | St.              | %                | M.               | St.  | %    | M.   | St.              | %                | M.               | St.              | %                | M.               |
| --------------- | ---------------- | ---------------- | ---------------- | ---------------- | ---------------- | ---------------- | ---- | ---- | ---- | ---------------- | ---------------- | ---------------- | ---------------- | ---------------- | ---------------- |
| SPÖ             | 618              | 56               | 9                | 702              | 57               | 9                | 732  | 59   | 9    | 859              | 72               | 11               | 736              | 65               | 10               |
| ÖVP             | 406              | 37               | 5                | 311              | 25               | 4                | 367  | 30   | 5    | 339              | 28               | 04               | 307              | 27               | 04               |
| FPÖ             | 80               | 7                | 1                | 212              | 17               | 2                | 75   | 06   | 1    | nicht kandidiert | nicht kandidiert | nicht kandidiert | 082              | 07               | 01               |
| BZÖ             | nicht kandidiert | nicht kandidiert | nicht kandidiert | nicht kandidiert | nicht kandidiert | nicht kandidiert | 065  | 05   | 0    | nicht kandidiert | nicht kandidiert | nicht kandidiert | nicht kandidiert | nicht kandidiert | nicht kandidiert |
| Wahlbeteiligung | 58 %             | 58 %             | 58 %             | 67 %             | 67 %             | 67 %             | 71 % | 71 % | 71 % | 73 %             | 73 %             | 73 %             | 77 %             | 77 %             | 77 %             |

### Wappen
Die Verleihung des Gemeindewappens erfolgte mit Wirkung vom 1. Oktober 1983.
Die Blasonierung lautet:
„In Grün auf einer silbernen Krone ein achteckiges silbernes Schirmbrett, darin wachsend ein schwarzer Panther.“

## Ehrenbürger
- 1976: Hannes Bammer (1922–2017), Landesrat